# Смиља Мучибабић
Смиља  Мучибабић (Мостар, 26. септембар 1912 — Сарајево, 12. август 2006) била је југославенски  биолог, еколог и оснивач Природно-математичког факултета у Сарајеву.
Смиља  Мучибабић је била:
- први босанскохерцеговачки доктор биолошких наука (Кембриџ, 1953),
- оснивач и први шеф Катедре за биологију Филозофског факултета у Сарајеву (1953),
- матичар Природно-математичког факултета у Сарајеву  (1954),
- први декан Природно-математичког факултета у Сарајеву (1960),
- оснивач, први и дугогодишњи шеф Одсјека за биологију ПМФ-а у Сарајеву (1960) и
- суоснивач и први предсједник више стручних и научних удружења и њихових гласила  (у БиХ и бившој  Југославији).[3][4]

Била је један од најбољих студената, сарадника и најпродуктивнијих професионалних сљедбеника академика Синише Станковића.

## Живот
Смиља Мучибабић је рођена је у Мостару, 14. септембра 1912, гдје је стекла основно и гимназијско образовање. Од 1930. до 1934. године студирала је биологију на Филозофском факултету у Београду. Прије рата била је распоређена на позицију професора у Великом Градишту, а затим и у Сремским Карловцима. Због преданости "напредним идејама", усташке власти су је, по казни, премјестиле у Сењ, а 1943. – у Крапину. Приликом једне "провале" њене групе прокомунистичких активиста, бива ухапшена и одведена у њемачки логор Јанкомир код Загреба, а доцније у затвор на Савској цести, гдје је задржана до краја рата 1945.
У првим поратним данима, Смиља Мучибабић се враћа у Крапину и ради у гимназији до краја школске 1945./1946. године. Тамо је примљена у Комунистичку партију. На сопствени захтјев, премјештена је у Учитељску школу у Мостару. Већ сљедеће године, као изврстан и већ искусан професионалац, педагог и друштвени дјелатник, постављена је за директора те гимназије. О њеном успјешном вођењу Гимназије и о њеној бризи за унапређење наставе, писала је тада и дневна штампа, а добијала је и бројна признања и награде. Паралелно је била ангажована и на описмењавању становништва.
У јесен 1949. премјештена је на позицију професора Више педагошке школе у Сарајеву, гдје је радила до оснивања Катедре за биологију на Филозофском факултету у Сарајеву (1954). Одмах по преласку на овај факултет упућена је на специјализацију у Зоолошки завод Природно–математичког факултета у Београду, гдје је (двије године) била ангажирана у реализацији наставе из области зоологије, припремајући се за отворење и почетак рада новоосноване Катедре за биологију у Сарајеву.
На приједлог Филозофског факултета у Сарајеву, конкурише за стипендију Британског савјета, која јој је одобрена већ у првом покушају. На Универзитету у Кембриџу, током двије године, специјализира и реализира експериментални дио своје (испоставиће се) докторске дисертације из области протозоолошке екологије, коју је потом и написала па одбранила (1953) Оновремено је на Универзитету у Кембриџу, такав подухват подразумијевао марљива истраживања и стално присуство у лабораторији током три године, али су Смиљи Мучибабић, поштујући њен ранији кредибилитет, успјехе у експериментима и одлично познавање енглеског језика, изузетно дозволили да докторску тезу брани након двије. Резултати њеног дисертационог рада су објављивани у елитним британским научним часописима у области протозоологије (Јоurnal of Protozoology, нпр.).

## Дјело

### Научноистраживачка дјелатност
Научноистраживачки опус Професорке Мучибабић, од студијског боравка у београдском Заводу за биологију (у раним поратним годинама) до доктората у Кембриџу (1953) и касније (на Сарајевском универзитету) отвара пионирска и покретачка истраживања у области биолошких наука у БиХ и ширем окружењу. Без икакве двојбе, аргументирано се може тврдити да је Смиља Мучибабић матичар и утемељитељ савременог развоја биолошких наука у Босни и Херцеговини. Увела је нове истраживачке методе и стимулирала развој долазећих најпропулзивнијих праваца истраживања који су се афирмирали пред крај њеног активног истраживачког ангажмана. У одмјеравању пожељних и могућих праваца развоја, била је интуитивни визионар, како у форсирању савремених наука, тако и у селекцији кадрова који имају истраживачке и остале потенцијале за остваривање тих пројекција у БиХ условима. Као инсајдер у креирању образовне и научноистраживачке дјелатности у БиХ и еx-Југославији, усавршавањем система њихове организације и функционисања, умјешно их је усмјеравала ка модернизацији и повећању њихове ефикасности. Притом се посебно залагала за стимулацију квалитета и озбиљну селекцију надарених студената и младих истраживача.
Професорка Мучибабић је прокрстарила цијелом Југославијом и већим дијелом свијета, али је увијек остала носталгично привржена овдашњем свијету и његовим традицијама. Током свеукупне каријере остала је везана за свој изворни и шири завичај: Мостар и Босну и Херцеговину, а са посебном пажњом је пратила опће прилике у Мостару и водила бригу о школовању и научном усавршавању Мостараца на Универзитету у Сарајеву.
Професионално-истраживачко стваралаштво и припадајућа публицистичка активност Смиље Мучибабић обухвата:
- Идиоеколошка и синеколошка знанствена истраживања популација протозоа (у контролисаним лабораторијским условима),
- Прве пројекте комплексних еколошких и биосистематских теренских истраживања у Босни и Херцеговини,
- Синтетске анализе стања и перспектива развоја науке и образовања у БиХ,
- Активно учешће у покретању и уређивању научних и стручних часописа,
- Рецензирање и менторстава истраживачких (макро)пројеката, дипломских, магистарских и докторских дисертација,
- Критичке анализе и приказе научних и стручних књига,
- Јавне промоције научноистраживачке и образовне дјелатности,
- и друге сродне активности.

Професорка Мучибабић је веома успјешно у оновремене бх. услове имплементирала и прилагодила позитивна искуства својих првих научних водитеља: академика Синише Станковића и угледног енглеског еколога Еугене Одума (у чијим су књигама цитирани и њени радови).
Прва је отворила врата међународне публицистике за бх. знанственике, објавивши резултате у елитним часописима своје области, као што су: Јоurnal of Experimental Biology, Journal of General Microbiology, Quoternal Journal of Experimental Biology, Journal of Cell Science и други часописи тог реномеа.
Научноистраживачки макропројекти
- Комплексна лимнолошка испитивања слива ријеке Босне – Лашва.
- Комплексна лимнолошка испитивања слива ријеке Босне – Ставња и Љубина.

### Наставно–научна дјелатност
Међу посебним заслугама професорка Мучибабић у развоју бх науке и образовања посебно се истичу;
- Оснивање Катедри, одсјека и факултета на Универзитету у

Сарајеву,
- Покретање постдипломских студија,
- Профилирање система организације и функционисање образовног и научног рада у БиХ, укључујући и припадајућу легислативу,
- Покретање и уређивање научних и стручних часописа и пројеката,
- Селекција првих професора Одсјека за биологију ПМф-а и профилирање њихових асистената,
- Превођење страних и писање првих домаћих уџбеника и скрипата за средњошколско и високо образовање,
- Битно учешће у усмјеравању 2. генерације аутохтоних асистената и пројицирање инфраструктурних предуслова за њихово напредовање,
- Перманентно образовање бх. наставника и професора биологије,
- Критички прикази књига, уџбеника и других публикација.
- Биографије и библиографије угледних научника,
- и сличне пратеће и комплементарне активности.

По повратку у Сарајево (1954), др. Смиљи Мучибабић предстоји огроман посао у институционалном успостављању, организовању и реализацији наставе Катедре за биологију (Филозофског факултета), на којој је била први изабрани наставник и упосленик. У почетку су на Катедри радила само три наставника и два асистента. Преузима цјелокупна предавања из зоологије, опрема лабораторије и практикуме, оснива библиотеку и посебно брижно је развија и надзире. Одговорно учествује у селекцији првих наставника и њихових асистената на настајућем Природно–математичком факултету, посебно на Одсјеку за биологију. То је био посебно деликатан задатак, будући да је тадашња БиХ била крајње дефицитарна у одговарајућим профилима неопходног кадра.
Допринос др. Смиље Мучибабић унапређењу наставе биологије врло је велик, и постао је мјерљивији тек након достигнутих резултата њених сљедбеника. Још за вријеме специјализације у Београду, превела је, заједно са проф. Синишом Станковићем, два универзитетска уџбеника (Парамонов: Курс дарвинизма и Кин: Основи опће зоологије (који је доживио више издања). Сарајевски универзитет је 1960. године издао књигу С. Мучибабић "Основи екологије", која је генерацијама била једини уџбеник екологије на бошњачком језику. Та дјела и данас могу бити солидан темељ опћебиолошког образовања.
Стваралачки рад проф. др. Смиље Мучибабић знатно је доприњео развоју основног и средњег школства у Босни и Херцеговини, нарочито у вријеме реформисања основног школства, када врло много ради и доприноси стварању нових планова и програма из биологије. Тада је у сурадњи са другим ауторима написала четири уџбеника за основну и средњу школу и сви су имали по десетак издања.
На Одсјеку за биологију 1969. године суорганизује и подстиче оснивање постдипломског студија са два смјера (еколошки и систематски). Била је ментор мноштва дипломских, магистарских и докторских радова.

### Развој кадровских потенцијала БиХ
Полазећи од искуствених података о ситуацији у ондашњој бх. науци, проф. Мучибабић је, уз стварање институционалних и инфраструктурних предуслова за њен развој у области биологије, синхронизирано и посебно брижно водила рачуна о селекцији будућих младих истраживача и едукатора, имајући притом јасну визију развоја будућих фундаменталних биолошких наука.
Њена брига није се ограничила само на асистенте Одсјека за биологију ПМФ-а, већ је и многим другим биолозима пружила драгоцјену и несебичну помоћ. Поштујући њене визије и ненаметљивост, многи су јој се обраћали за савјете и помоћ, а још је више оних које је подстицала и на разне начине стимулирала. Ослањала се на своју изузетну професионалну и друштвену обавјештеност, широко биолошко образовање, те активно познавање енглеског, њемачког и француског језика. Посебно је подстицала развој научног кадра на ПМФ-у, Биолошком институту Универзитета у Сарајеву и Земаљском музеју Босне и Херцеговине, као и на факултетима биотехничких и биомедицинских наука.
Проф. др Смиља Мучибабић била је и изванредан наставник и васпитач. Велики је број генерација којима је неуморно и несебично преносила своја стручна и опћа знања, дјелујући васпитно, у духу братства и јединства (по њеном искуству: посебно потребног у БиХ) и индивидуалног права на пуно самоостваривање. Ефикасност у том дјеловању су јој омогућаване њене препознатљиве врлине, као што су несебичност, самопрегорност, поштење и скромности, а нарочито људска честитост.
Активним учешћем у превођењу тадашњих истакнутих уџбеника (Курс дарвинизма од Парамонова и Основи опће зоологије од Кина) те публицирањем властитих уџбеника, међу којима се истиче њена књига „Основи екологије“, која је извјесно вријеме била једини уџбеник екологије на бошњачком језику. Др Смиља Мучибабић је дала значајан допринос унапређењу наставе биологије на свим нивоима њеног изучавања.

### Општедруштвени допринос
Свој свеукупни стваралачки ангажман Професорка Мучибабић је посветила бољитку науке и струке коју је одабрала као професионални оквир дјеловања. Међутим, њено свеукупно дјеловање је било усмјерено на укупни прогрес средине у којој живи и њено припремање за будућа времена, што илустрира чињеница да је у поратним годинама поред редовног ангажмана у настави била активно укључена и у описмењавање становништва Босна и Херцеговина је била њен прирођен оквир, али по свом неупитном човјекољубљу она је била хуманиста и истинољубац без граница. Остала је вјерна БиХ – држави и људима – до краја живота, не оклијевајући да то поносно истиче у домаћим и страним медијима.
Стваралачки рад проф. др. Смиље Мучибабић знатно је доприњео развоју основног и средњег образовања у Босни и Херцеговини и Југославији, нарочито у процесима реформи основног школства, када се озбиљно ангажира у стварању нових планова и програма из области биологије. Тада је (у сурадњи са другим ауторима) написала четири уџбеника за основну и средњу школу и сви су имали више издања. За уџбеник Екологија и еволуција добила је (1976) Награду "Митар Трифуновић-Учо". Израдила је Терминолошки рјечник вишеструкости за наставу биологије. На два југословенска конгреса биолога повјерен јој је реферат о проблемима наставе биологије. На првом конгресу еколога Југославије одржала је реферат „Екологија и образовање“. Учествовала је у раду многих савезних и републичких тијела која су рјешавала проблем наставе и научног рада у области биологије. За овакав рад, проф. др. Смиља Мучибабић добила је и Награду "Хасан Кикић" 1980.
Научни рад др. Смиље Мучибабић везан је у првом реду за проблеме екологије популација, анализу фактора који утичу на растење чистих и мјешовитих популација протозоа у експерименталним условима. Резултати ових истраживања цитирани су у многим радовима иностраних биолога, а ушли су у садржаје неких наших и страних уџбеника. Осим тога, др. Сиља Мучибабић предано учествује и у тимским истраживањима екосистема, посебно копнених вода; организатор је и руководилац првих таквих истраживања у БиХ. Посебно велики пројекти обухватају лимнолошка проучавања слива ријеке Босне, акумулације Бушко блато и екосистема на Јахорини. Резултати ових истраживања саопћени су на многим научним скуповима у земљи и иноземству. Добар дио свог научног рада проф. Мучибабић остварује на Биолошком институту Универзитета у Сарајеву у којем је дуго година била начелник Одјељења за екологију и систематику животиња. Објавила је низ стручних радова из екологије, зоогеографије и заштите животне средине. Приредила је 3. издање књиге "Оквир живота" Синише Станковића, са опширним поговором о писцу и његовом дјелу, као и о развоју екологије између другог и трећег издања ове књиге, односно у раздобљу 1954. – 1977. У другом издању Енциклопедија Југославије написала је поглавље о научном раду у области биологије у Босни и Херцеговини. Објавила је велики број радова на популаризацији биолошких наука, а у том правцу је дјеловала и путем електронских и принтаних медија, као и преко друштвено-политичких организација: од Мјесне заједнице "Медресе" до разине надлежних републичких органа. Међу запаженијим иступима је било њено учешће у ТВ серијалу "Караван природе".
Била је представник бх. жена у многим југославенским институцијама и састанцима, а и на једном великом међународном скупу у Индији (Мумбаи).
Професорка Мучибабић је један од дугогодишњих едитора и Годишњака Биолошког института Универзитета у Сарајеву, који је излазио од 1948, а који се несретно угасио 1992, утапањем свог издавача у ПМФ, а који, стицајем нејасних околности, није покренуо сукцесорски часопис.
До краја живота је била ангажирани биолог-еколог, истрајан промотер одрживог развоја у што здравијој средини. Своје активности тада је усмјеравала кроз Удружење за подстицање одрживог развоја и квалитета живота ФОНДЕКО као и и истоимену научно популарну ревију о природи, човјеку и екологији, те кроз невладину Асоцијацију независних интелектуалаца "Круг 99", Просвјетиној Секцији жена "Мис Ирби", која је њеном лику и дјелу посветила једну од својих најуспјешнијих сесија.[20]
Својим свеукупним професионалним, друштвеним и хуманистичким доприносом развоју Босне и Херцеговине, проф. Мучибабић је задужила своје савременике, генерације својих ученика и сљедбеника, па и оних биолога коју су данас активни на истраживачкој сцени и/или оних који ће тек доћи.